# FreibeuterFilm
FreibeuterFilm ist eine österreichische Produktionsfirma mit Sitz in Wien, die 2007 vom Produzenten/Editor Oliver Neumann, der Produzentin/Produktionsleiterin Sabine Moser, sowie den Regisseuren Sudabeh Mortezai und Sebastian Meise gegründet wurde.

## Produktionen
Seit der Gründung hat FreibeuterFilm erfolgreich zahlreiche Dokumentar- und Spielfilme für den internationalen Kinomarkt produziert. Die bisher entstandenen Dokumentarfilme beschäftigen sich auf unterschiedliche Weise mit bestimmten sozialen, politischen und gesellschaftlichen Wirklichkeiten. Während Sudabeh Mortezai in ihrem Film Im Bazar der Geschlechter das Phänomen der Zeitehe im Iran dokumentiert, Fritz Ofner in Evolution der Gewalt die Hintergründe und gesellschaftlichen Auswirkungen des Bürgerkriegs in Guatemala beleuchtet, zeichnet Sebastian Meise in Outing das Porträt eines jungen Mannes, der offen über seine pädophilen Neigungen spricht. Sebastian Meises Familiendrama Stillleben, das sich ebenfalls mit dem Tabuthema Pädophilie befasst, erhielt unter anderem den Großen Diagonale-Preis 2012 als bester Spielfilm.
Mit dem Erfolg des Dokumentarfilms Meine keine Familie, in dem der Regisseur Paul-Julien Robert auf seine Kindheit in der 1970 durch Otto Muehl gegründeten Kommune Friedrichshof zurückblickt, erhielt FreibeuterFilm größere Aufmerksamkeit. Der Film wurde mehrfach ausgezeichnet, unter anderem mit dem Wiener Filmpreis 2012 und dem Österreichischen Filmpreis 2014 in der Kategorie „Bester Dokumentarfilm“. Beim 57. London Film Festival wurde Meine keine Familie zum besten Dokumentarfilm gekürt und mit dem renommierten Grierson Award prämiert.
2013 produzierte FreibeuterFilm zwei weitere Spielfilme: Der erste Langfilm von Johanna Moder, High Performance – Mandarinen lügen nicht, erzählt die Geschichte zweier Brüder, die sich in ihren Lebensentscheidungen eine Welt eingerichtet haben, die auf grundverschiedenen Wertvorstellungen basiert. Das Drama changiert zwischen tragischen Umständen und komödiantischen Lösungsversuchen. 2014 gewann High Performance den Publikumspreis beim Max-Ophüls-Festival. Große internationale Beachtung fand Sudabeh Mortezais Spielfilmdebüt Macondo, der im Zuge seiner Österreichpremiere bei der Viennale als bester Spielfilm mit dem Wiener Filmpreis 2014 und dem Mehrwert-Filmpreis der Erste Bank ausgezeichnet wurde. Der Titel „Macondo“ bezieht sich auf den Schauplatz des Films, „einer rauen Flüchtlingssiedlung mitten im Industriegebiet am Stadtrand von Wien“ in der der Protagonist, ein elfjähriger tschetschenischer Junge namens Ramasan, alleine mit seiner Mutter und seinen zwei jüngeren Schwestern aufwächst. Der Film lief als einziger österreichischer Beitrag im Hauptwettbewerb der 64. Berlinale und wurde beim Hongkong International Film Festival 2014 mit dem Firebird Award ausgezeichnet.

## Filmografie
Spielfilme
- 2010: Adrienn Pál, R: Agnes Kocsis, 139 min (HU/F/A)
- 2012: Stillleben, R: Sebastian Meise, 77 min (A)
- 2013: High Performance – Mandarinen lügen nicht, R: Johanna Moder, 100 min (A)
- 2014: Macondo, R: Sudabeh Mortezai, 98 min (A)
- 2016: Stille Reserven, R: Valentin Hitz, 96 min (A/CH/D)
- 2017: Wilde Maus, R: Josef Hader, 103 min (A/D)
- 2017: Das Testament (Ha’edut), R: Amichai Greenberg (IL/A)
- 2018: Joy, R: Sudabeh Mortezai (A)
- 2018: To the Night, R: Peter Brunner (A/USA)
- 2019: Waren einmal Revoluzzer, R: Johanna Moder (A)
- 2021: Die große Freiheit, R: Sebastian Meise (A/D)
- 2021: Hinterland, R: Stefan Ruzowitzky (A/LUX/BE/D)
- 2024: The Village Next to Paradise, R: Mo Harawe (A/FR)

Dokumentarfilme
- 2006: Children of the Prophet, R: Sudabeh Mortezai, 87 min (A)
- 2009: Im Bazar der Geschlechter, R: Sudabeh Mortezai, 90 min/52 min (A/D)
- 2010: Von Baghdad nach Dallas, R: Fritz Ofner, Kurzdokumentarfilm 29 min (D/A)
- 2011: Evolution der Gewalt, R: Fritz Ofner, 78 min (A)
- 2012: Meine keine Familie, R: Paul-Julien Robert, 93 min (A)
- 2012: Outing, R: Sebastian Meise, Thomas Reider, 76 min (A)

## Auszeichnungen (Auswahl)
- Macondo – Firebird Award beim 38. Hongkong International Film Festival, Wiener Filmpreis 2014 als Bester Spielfilm sowie Diagonale-Preis innovative Produktionsleistung 2015
- High Performance – Publikumspreis Max-Ophüls-Festival 2014.
- Meine keine Familie – Österreichischer Filmpreis 2014 und Wiener Filmpreis 2012 als Bester Dokumentarfilm.
- Stillleben – Großer Diagonale-Preis 2012 als Bester Spielfilm.
- Adrienn Pál – FIPRESCI-Preis Cannes 2010 und Crossing Europe Publikumspreis 2011.
- Im Bazar der Geschlechter – Bester internationaler Dokumentarfilm DocsDF Mexico 2010 und Bester Spielfilm Espiello 2011.
- Diagonale 2022 – Auszeichnung mit dem VAM-Preis für außergewöhnliche Produktionsleistungen (Sabine Moser und Oliver Neumann) für Hinterland und Große Freiheit[2]